# Бартнинг, Отто
Отто Бартнинг (нем. Otto Bartning, 12 апреля 1883, Карлсруэ — 20 февраля 1959, Дармштадт) — немецкий архитектор, теоретик искусства и педагог. Представитель архитектурного модернизма.

## Биография
Сын торговца из Мекленбурга и дочери протестантского пастора, Бартнинг после получения аттестата зрелости в Карлсруэ в 1902 году поступил на зимний семестр в Королевскую техническую высшую школу Шарлоттенбурга (Königliche Technischen Hochschule Charlottenburg) в Берлине (ныне: Technische Universität). В 1904 году совершил кругосветное путешествие, после чего завершал учёбу в Берлине и Карлсруэ, в том числе у известного архитектора Карла Мозера. Отто Бартнинг закончил учёбу в 1905 году без учёной степени. Параллельно с учёбой работал архитектором в Берлине.
Будучи студентом, Бартнинг построил свою Евангелическую церковь мира (Еvangelische Friedenskirche) в Пеггау в Штирии, в 1909—1910 годах — церковь в Эссене. В период до начала Первой мировой войны Бартнинг построил семнадцать протестантских церквей в преимущественно католических странах Дуная, так называемые церкви диаспоры.
В 1912 году Отто Бартнинг стал членом немецкого Веркбунда (Художественно-промышленного союза), с 1919 по 1923 год входил в правление организации.
С 1918 года Бартнинг вместе с Вальтером Гропиусом разрабатывал научную и учебную программы школы Баухаус и таким образом стал одним из первых реформаторов художественно-промышленного и архитектурного образования в Германии после Первой мировой войны.
После закрытия Баухауса в 1933 году правительство Тюрингии пригласило Отто Бартнинга стать директором новой школы в Ваймаре (Staatliche Bauhochschule), занявшей здание, построенное Анри ван де Велде. После того, как Баухаус переехал в Дессау, Бартнинг в 1926—1930 годах был директором вновь основанной Государственной высшей строительной школы Ваймара (Staatlichen Bauhochschule Weimar). В новой школе, прозванной «Другим Баухаусом» (Das andere Bauhaus), были сделаны попытки объединить традиционные академические методы обучения с методикой Баухауса в области художественно-промышленного обучения. Новая школа в отличие от Баухауса была более прагматичной. Студенты участвовали в реальных проектах на коммерческой основе. Так, например, в 1927 году ткацкие мастерские школы изготовили шпалеры для павильона Германии на Миланской ярмарке, спроектированном архитектурным бюро Отто Бартнинга.
После победы НСДАП (национал-социалистической партии) в Тюрингии в 1930 году Бартнингу пришлось передать должность директора школы П. Шульце-Наумбургу, политическому единомышленнику тюрингского министра национальной безопасности, а затем рейхсминистра внутренних дел В. Фрику.
С 1929 по 1931 год Бартнинг был одним из шести основателей архитектурного объединения «Кольцо» (Der Ring), внёс значительный вклад в осуществление жилищной застройки Сименсштадта (Берлин-Шпандау). В 1932 году Бартнинг опубликовал свою схему сборного жилого дома, получившую всеобщее признание. В период 1933—1948 годов Отто Бартнинг занимался церковной архитектурой. Он был удостоен звания почётного доктора архитектуры, почётного члена RIBA (Royal Institute of British Architects), занимал важные государственные должности в качестве советника по градостроительству и архитектуре.
В 1943 году Бартнинг занимался реставрацией Церкви Святого Духа (Heiliggeistkirche) в Гейдельберге. После Второй мировой войны Отто Бартнинг возглавил строительный отдел Евангелической организации в Неккарштайнах. Под его руководством и при поддержке зарубежных церквей организация создавала пункты помощи по всей Германии, особенно там, где принимали беженцев и перемещенных лиц. Были построены дополнительные церковные здания, капеллы, хосписы.
Бартнинг сыграл важную роль в восстановлении немецкого Веркбунда. В конце 1950 года он переехал в Дармштадт. В том же году он был избран вторым председателем Веркбунда и президентом Федерации немецких архитекторов (BDA). В 1953 году был основан Фонд Отто Бартнинга со штаб-квартирой в Дармштадте.
В 1951 году Бартнинг возглавил Союз немецких архитекторов (Bundes Deutscher Architekten: BDA). Бартнинг умер в Дармштадте в 1959 году. Похоронен на старом кладбище в Дармштадте. Архив Отто Бартнинга хранится на факультете истории и теории архитектуры архитектурного факультета Дармштадтского технического университета.
29 мая 2003 года на Вселенском церковном конгрессе (Ökumenischen Kirchentag) в Берлине по инициативе частных лиц была основана Ассоциация, занимающаяся исследованием и распространением работ Отто Бартнинга (Otto Bartning-Arbeitsgemeinschaft Kirchenbau: OBAK). В 2009—2020 годах ассоциация провела множество международных выставок, посвящённых Баухаусу и деятельности Отто Бартнинга, современному искусству, градостроительным проектам. Ассоциация осуществляет публикации, с 2009 года руководит европейским проектом по международному сотрудничеству историков искусства и архитекторов.